# Julien Canal

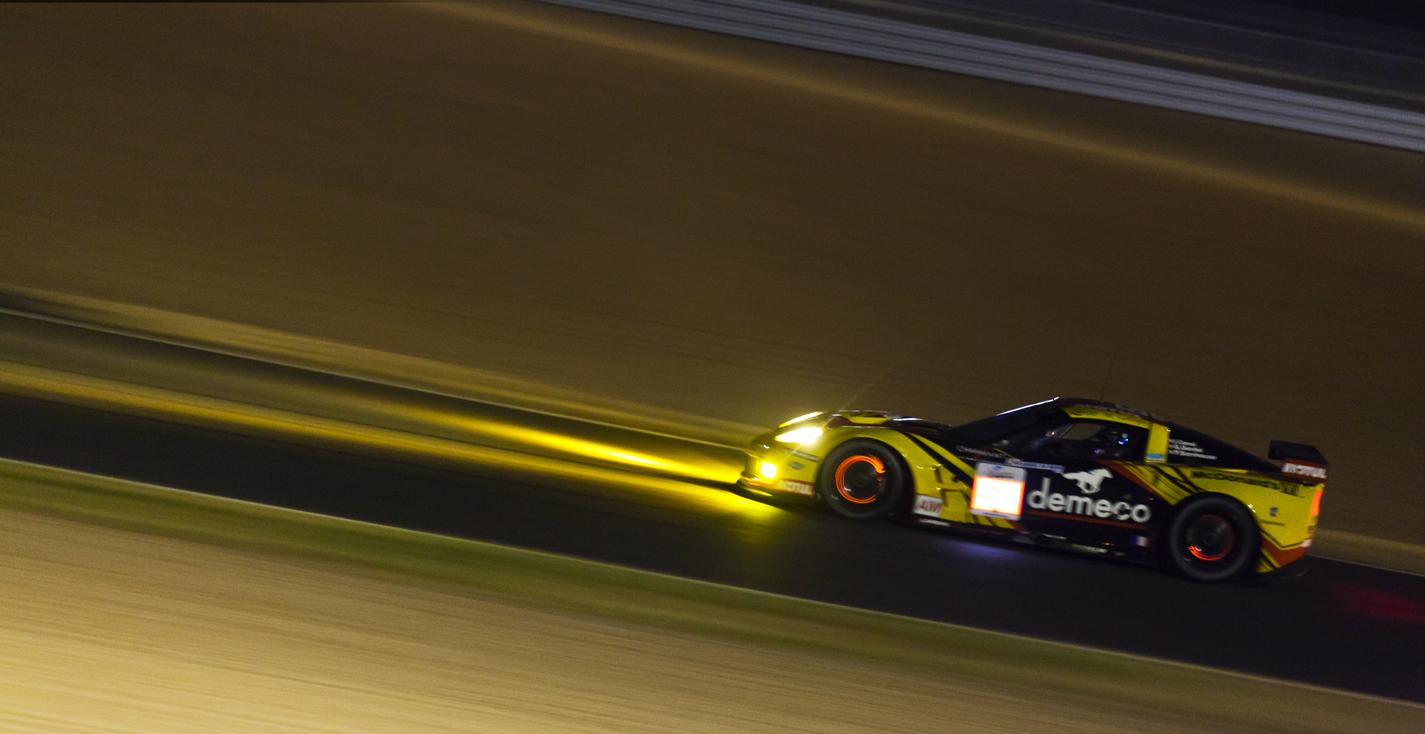
La Corvette de nuit au Mans en 2011

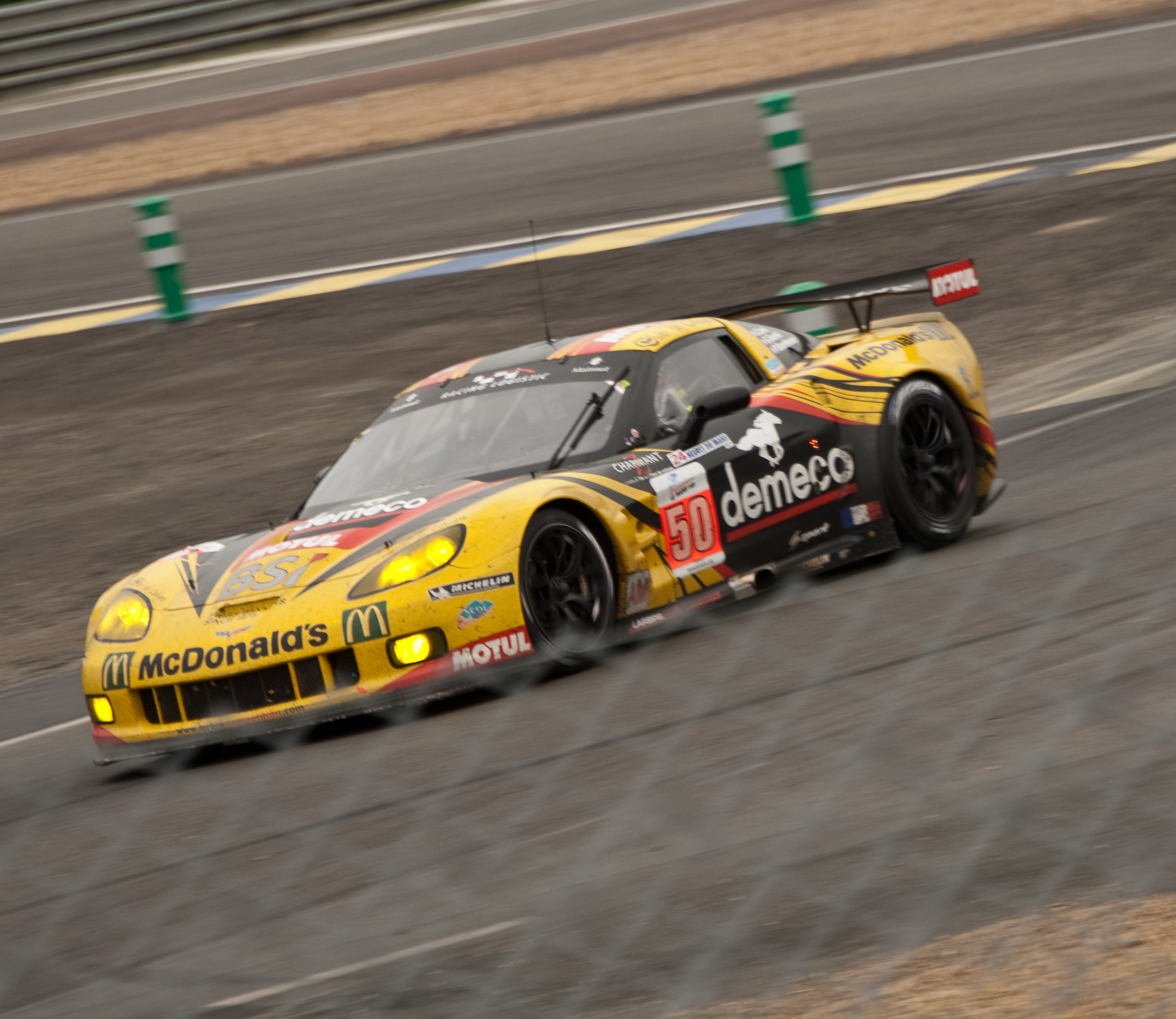
La Corvette au Mans en 2011

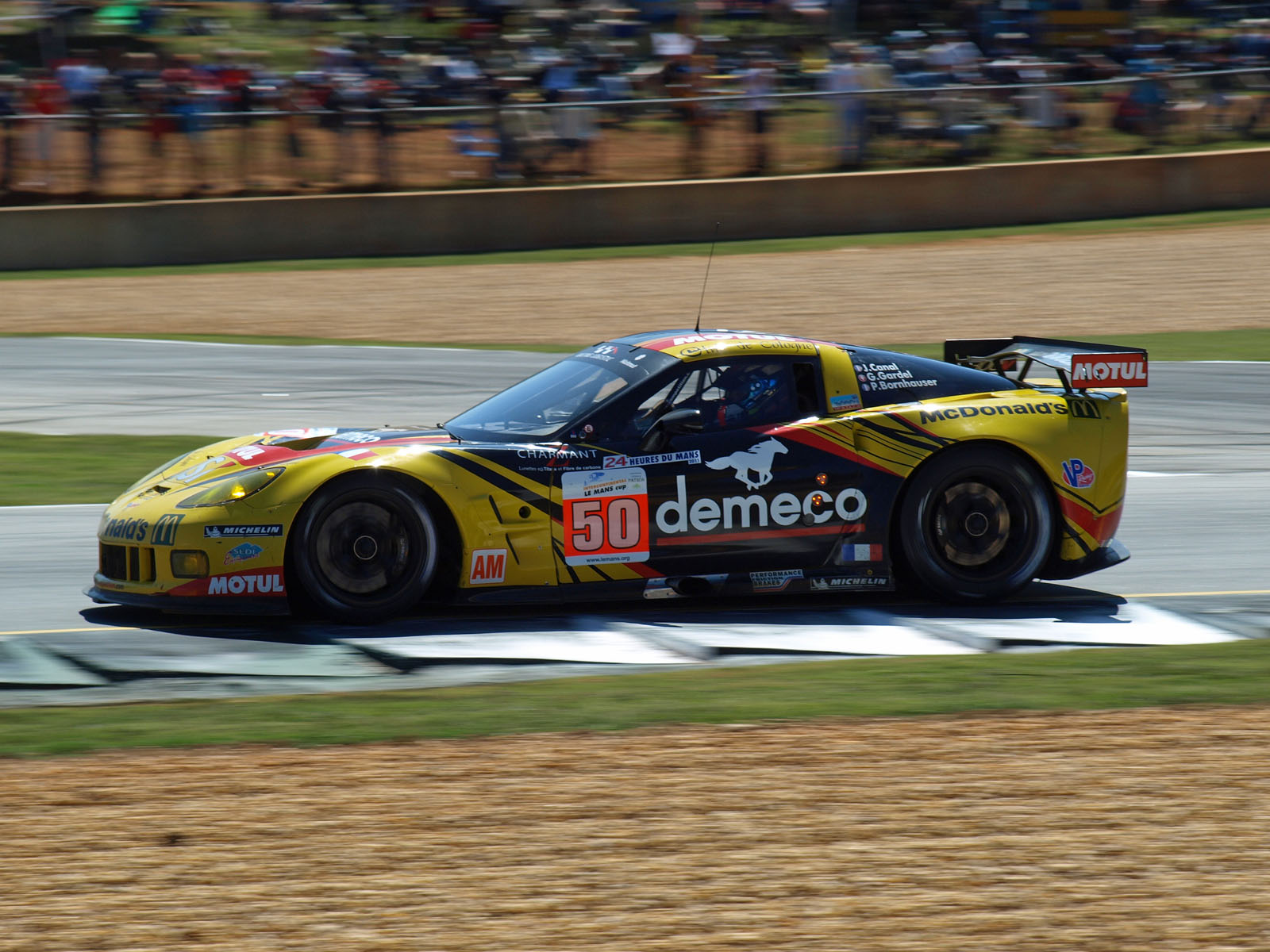
La Corvette au Petit Le Mans en 2011

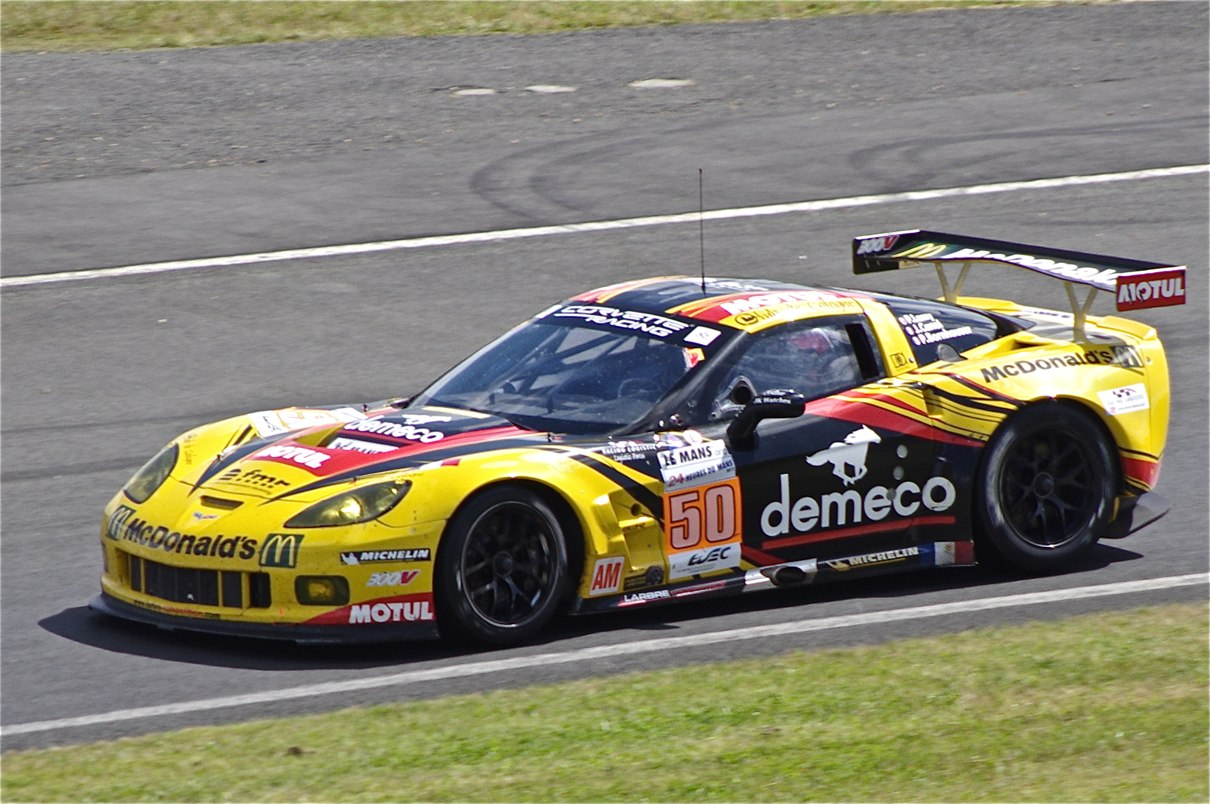
La Corvette au Mans en 2012

Julien Canal, né le 15 juillet 1982 au Mans, est un pilote automobile français. 
Il s'engage en 2012 dans le Championnat du monde d'endurance FIA au sein de l'écurie Larbre Compétition.

## Biographie
Après des débuts en karting, Julien canal débute en monoplace en 2003 dans le Championnat de France de Formule Renault et l'Eurocup Formula Renault 2.0. Il participe à ces deux championnats durant quatre saisons sans aucune victoire et devient un pilote de Grand Tourisme à partir de 2007. Il s'engage en Porsche Carrera Cup France et en Championnat de France FFSA GT dans lequel il remporte trois courses en 2008 et 2010.
Depuis 2010, il participe aux courses d'endurance des championnats Le Mans Series, American Le Mans Series et Championnat du monde d'endurance FIA.

## Palmarès
- Championnat de France FFSA GT[1]
  - Une victoire en 2008 à Spa en compagnie de Laurent Cazenave avec une Chevrolet Corvette C5-R du DKR Engineering
  - Deux victoires en 2010 à Nogaro et au Val de Vienne en compagnie de Gérard Tonelli avec une Chevrolet Corvette C6 du Graff Racing
  - Champion par équipe avec le Graff Racing en 2010

- Le Mans Series
  - Victoire dans la catégorie GT1 aux 8 Heures du Castellet en 2010

- 24 Heures du Mans
  - Vainqueur de la catégorie GT1 en 2010 sur une Saleen S7R de Larbre Compétition
  - Vainqueur de la catégorie GTE Am en 2011 et 2012 sur une Chevrolet Corvette C6.R de Larbre Compétition

- Championnat du monde d'endurance FIA
  - Champion par équipe dans la catégorie GTE Am en 2012 avec Larbre Compétition
  - Quatre victoires en 2012 aux 24 Heures du Mans, 6 Heures de São Paulo, 6 Heures de Fuji et 6 Heures de Shanghai
  - Vainqueur des 6 heures de Sliverstone, 6 heures de Spa-Francorchamps LMP2 2014.

## Résultats aux 24 Heures du Mans
| Année | Équipe                    | Équipiers                          | Voiture                   | Catégorie | Tours | Pos.    | Pos. cat. |
| ----- | ------------------------- | ---------------------------------- | ------------------------- | --------- | ----- | ------- | --------- |
| 2010  | Larbre Compétition        | Roland Bervillé Gabriele Gardel    | Saleen S7-R               | LM GT1    | 331   | 13e     | 1re       |
| 2011  | Larbre Compétition        | Patrick Bornhauser Gabriele Gardel | Chevrolet Corvette C6 ZR1 | LM GTE Am | 302   | 20e     | 1re       |
| 2012  | Larbre Compétition        | Patrick Bornhauser Pedro Lamy      | Chevrolet Corvette C6.R   | LM GTE Am | 239   | 20e     | 1re       |
| 2013  | Larbre Compétition        | Patrick Bornhauser Ricky Taylor    | Chevrolet Corvette C6 ZR1 | LM GTE Am | 302   | 29e     | 5e        |
| 2014  | G-Drive Racing            | Roman Rusinov Olivier Pla          | Morgan LMP2-Nissan        | LMP2      | 120   | Abandon | Abandon   |
| 2015  | G-Drive Racing            | Roman Rusinov Sam Bird             | Ligier JS P2-Nissan       | LMP2      | 358   | 11e     | 3e        |
| 2016  | Greaves Motorsport        | Memo Rojas Nathanaël Berthon       | Ligier JS P2-Nissan       | LMP2      | 348   | 10e     | 6e        |
| 2017  | Vaillante Rebellion       | Bruno Senna Nicolas Prost          | Oreca 07-Gibson           | LMP2      | 340   | 16e     | 14e       |
| 2018  | Panis-Barthez Compétition | Timothé Buret Will Stevens         | Ligier JS P217-Gibson     | LMP2      | 352   | 13e     | 9e        |
| 2019  | Panis-Barthez Compétition | René Binder Will Stevens           | Ligier JS P217-Gibson     | LMP2      | 362   | 13e     | 8e        |

## Résultats en championnat du monde d'endurance FIA
| Année     | Équipe                    | Classe   | Voiture                 | Moteur                      | 1       | 2     | 3       | 4      | 5      | 6     | 7     | 8       | 9     | Rang | Points |
| --------- | ------------------------- | -------- | ----------------------- | --------------------------- | ------- | ----- | ------- | ------ | ------ | ----- | ----- | ------- | ----- | ---- | ------ |
| 2012      | Larbre Compétition        | LMGTE Am | Chevrolet Corvette C6.R | Chevrolet 5.5 L V8          | SEB Ret | SPA 4 | LMS 1   | SIL EX | SÃO EX | BHR 4 | FUJ 1 | SHA 1   |       | 1er† | 179†   |
| 2013      | Larbre Compétition        | LMGTE Am | Chevrolet Corvette C6.R | Chevrolet 5.5 L V8          | SIL 2   | SPA 3 | LMS 4   | SÃO 6  | COA 6  | FUJ 8 | SHA 5 | BHR 4   |       | 5e   | 97     |
| 2014      | G-Drive Racing            | LMP2     | Morgan LMP2             | Nissan VK45DE 4.5 L V8      | SIL 1   | SPA 1 | LMS Ret |        |        |       |       |         |       | 2e   | 137    |
| 2014      | G-Drive Racing            | LMP2     | Ligier JS P2            | Nissan VK45DE 4.5 L V8      |         |       |         | COA 3  | FUJ 1  | SHA 1 | BHR 3 | SÃO Ret |       | 2e   | 137    |
| 2015      | G-Drive Racing            | LMP2     | Ligier JS P2            | Nissan VK45DE 4.5 L V8      | SIL 1   | SPA 9 | LMS 2   | NÜR 2  | COA 1  | FUJ 1 | SHA 2 | BHR 1   |       | 1er  | 178    |
| 2016      | Manor                     | LMP2     | Oreca 05                | Nissan VK45DE 4,5 L V8 Atmo | SIL     | SPA   | LMS     | NÜR    | MEX    | CDA   | FUJ   | SHA     | BHR 7 | 29e  | 6      |
| 2017      | Vaillante Rebellion       | LMP2     | Oreca 07                | Gibson GK428 4,2 L V8 Atmo  | SIL 2   | SPA 2 | LMS 6   | NÜR 2  | MEX 1  | CDA 3 | FUJ 1 | SHA 1   | BHR 1 | 1er  | 186    |
| 2018-2019 | Larbre Compétition        | LMP2     | Ligier JS P217          | Gibson GK428 4,2 L V8 Atmo  | SPA 6   |       |         |        |        |       |       |         |       | 20e  | 8      |
| 2018-2019 | Panis-Barthez Compétition | LMP2     | Ligier JS P217          | Gibson GK428 4,2 L V8 Atmo  |         | LMS 9 | SIL     | FUJ    | SHA    | SEB   | SPA   | LMS 8   |       | 20e  | 8      |

† Il n'y avait pas de championnat pilote cette année mais seulement un Trophée LMGTE Am.

### European Le Mans Series
| Année | Écurie                    | Châssis        | Moteur                      | Classe | 1      | 2     | 3      | 4     | 5     | 6        | Position | Points |
| ----- | ------------------------- | -------------- | --------------------------- | ------ | ------ | ----- | ------ | ----- | ----- | -------- | -------- | ------ |
| 2015  | Krohn Racing              | Ligier JS P2   | Judd HK 3,6 L V8 Atmo       | LMP2   | SIL    | IMO   | RBR 5  | LEC   | EST   |          | 18e      | 10     |
| 2016  | Greaves Motorsport        | Ligier JS P2   | Nissan VK45DE 4,5 L V8 Atmo | LMP2   | SIL 8  | IMO 8 | RBR 6  | LEC 6 | SPA 4 | EST Abd. | 14e      | 8      |
| 2018  | Panis-Barthez Compétition | Ligier JS P217 | Gibson GK428 4,2 L V8 Atmo  | LMP2   | LEC 8  | MON 7 | RBR 10 | SIL 6 | SPA 3 | ALG 2    | 9e       | 45.5   |
| 2019  | Panis-Barthez Compétition | Ligier JS P217 | Gibson GK428 4,2 L V8 Atmo  | LMP2   | LEC 10 | MON 9 | BAR    | SIL   | SPA   | ALG      | 19e*     | 3*     |

N.B. * Saison en cours. Les courses en " gras  'indiquent une pole position, les courses en "italique" indiquent le meilleur tour de course.